# Minoritetsstress
Minoritetsstress beskriver de höga nivåer av stress som kan drabba medlemmar av utsatta minoritetsgrupper. 
Minoritetsstress kan orsakas av flera faktorer, inklusive bristande socialt stöd, låg socioekonomisk status, fördomar och diskriminering.
Flera vetenskapliga studier har visat att när minoritetsindivider utsätts för en hög grad av fördomar kan detta utlösa stressreaktioner, till exempel högt blodtryck och ångest, som ackumuleras över tid och slutligen leder till dålig mental och fysisk hälsa.